# Tour d'Uppsala
Le Tour d'Uppsala est une course cycliste féminine suédoise. Créé en 2018, il intègre le  calendrier de l'Union cycliste internationale en catégorie 2.2 la même année. Il se court à Uppsala.

## Palmarès
| Année | Vainqueur        | Deuxième              | Troisième        |                  |
| ----- | ---------------- | --------------------- | ---------------- | ---------------- |
| 2018  | Ida Erngren      | Kathrin Schweinberger | Sara Mustonen    |                  |
| 2019  | Sara Mustonen    | Vita Heine            | Lauren Dolan     |                  |
| 2020  | annulé/abandonné | annulé/abandonné      | annulé/abandonné | annulé/abandonné |
| 2021  | annulé/abandonné | annulé/abandonné      | annulé/abandonné | annulé/abandonné |
| 2022  | Nathalie Eklund  | Mari Hole Mohr        | Stine Borgli     |                  |
| 2023  | annulé/abandonné | annulé/abandonné      | annulé/abandonné | annulé/abandonné |